# Kamienec ostroma
Kamienec ostroma 1672. augusztus 14-étől augusztus 26-áig terjedő ostromállapot a podóliai Kamienec-Podolski alatt (ma Kamjanec-Pogyilszkij, Ukrajna). A IV. Mehmed oszmán szultán által vezetett nagy oszmán–tatár–román–kozák haderő megostromolta és bevette a várat, amelyet a reguláris katonák mellett a város lakossága is védelmezett. A lengyel főnemesek a vár védelmét alig kétheti védekezés után feladták, ezzel az oszmán-törökök előtt megnyílt az út Ukrajna belseje felé.

## Előzmények
Az andruszovói egyezmény értelmében a kettéosztott Ukrajna nyugati fele változatlanul lengyel, míg keleti fele Kijevvel együtt orosz uralom alá jutott. A Dnyeper volt a határ, ennek folyása szerint az orosz rész volt a Bal parti Ukrajna, a lengyel rész a Jobb parti Ukrajna. A kozákok azonban gyakran felkeltek, mert az egész országot az orosz cár uralma alá akarták vetni. A korábban a lengyel királyt támogató Petro Dorosenko kozák hetman átállt a török szultán oldalára, s felajánlotta neki mindkét Ukrajnát. Várható volt tehát, hogy az Oszmán Birodalom háborúba kezd mind a lengyel királlyal, mind a cárral. 1666-tól 1671-ig újabb kozák-lengyel háború tombolt a területen, amelyhez a krími tatárok is csatlakoztak Dorosenko oldalán. A konfliktus ellenben sokat vett el Lengyel–Litván Unió egyre fogyó erejéből, katonailag teljesen legyengült és a felkelő kozákok leverésére alig akadt ereje, akik a Bal parti Ukrajna teljes területét uralmuk alá vonták. Ezek mellett 1669-ben igen éles széthúzás kezdődött a Szejmben.
Dorosenko 1671 után már nyíltan török uralom alá akarta vetni hazáját. Ennek jegyében IV. Mehmed török szultán hadat üzent a lengyeleknek és az oroszoknak (ez utóbbival csak 1676-tól kezd háborúzni).

## A török hadak összevonása
1672 tavaszán a kozákok felkeltek és I. Szelim Giráj krími kán szinte teljes serege indult a segítségükre. A kozákoknak ellenben csak fele csatlakozott Petro Dorosenko zászlaja alá, sokan megmaradtak a lengyel király Wiśniowiecki Mihály hűségén, vagy egyáltalán nem álltak egyik fél mellé sem. Velük közösen a háború vezetésével megbízott Jan Sobieski hetman (későbbi III. János lengyel király) aratott néhány győzelmet a törökökön és tatárokon. Mivel nyílt mezőn nem tudták volna kivédeni a szultáni főhad támadását, ezért a határ menti Kamienec megerősítésébe fogtak, hogy az tartóztassa fel a támadást.
Drinápoly alatt vagy török sereg élére a nagyvezír Ahmed Köprülü és IV. Mehmed állt. A nagyvezír alatt vonult hadba az akkor még kajmakám Kara Musztafa. A határ felé vonuló török sereghez útközben csatlakozott előbb a havasalföldi, majd a moldvai had is. A kozák-tatár sereggel egyetemben talán 150 ezer főből állt a sereg.

## Kamienec megerősítése
Kamienec erődítménye egy meredek sziklán épült, nehezen ostromolható vár volt. A vár védelmével egy Jerzy Wołodyjowski nevű kapitány volt megbízva, a várparancsnok Mikołaj Potocki podóliai generális és a kamieneci püspök Wespazjan Lanckoroński volt. A vár bár csekély katonasággal bírt, de jól ellátták élelemmel és lőporral, amely mellett hónapokig kitarthatott volna. Wołodyjowski tapasztalt katona volt, már a korábbi háborúkban is jeleskedett. A törökök és a román vajdák serege augusztusban lépte át a határt. Soraikban voltak, korábban a lengyel sereg kötelékében szolgáló tatárok is, akik közül már jó páran a háború előtt átálltak a szultán oldalára.
Az útba eső néhány kisebb vár kifejtett ugyan némi ellenállást, de egymagukban nem állhatták ki sokáig a török rohamokat, ezért őrségük átvonult Kamienecbe. A várat védő 1500 katonának valamivel több mint a fele ukrán volt, a többiek lengyelek és litvánok.

## Az ostrom kezdete
A török had augusztus 14-én ért a vár alá. Próbaképp indítottak egy támadást a falak ellen, de csak azért, hogy felmérjék a vár tüzérségét. A városban messzehordó ágyúk is voltak, s azokkal eléggé nagy távolságban tarthatták hatásos tűz alatt az ellenséget. Ahmed nagyvezír reguláris ostromba fogott, mivel tudta, hogy az állandó rohamozással óriási veszteségeket szenvednének emberei. Mindenekelőtt alá akarta aknáztatni a falakat, hogy azok által üssenek rést. Az ilyenfajta ostromlás jelentősen demoralizálhatja a védősereget. Augusztus 16-án érkezett meg I. Szelim Giráj és Petro Dorosenko irányította kozák-tatár sereg a vár alá, és teljesen körbevették Kamienecet. Ezen a napon futott be a várba a szultán első, megadásra felszólító üzenete. Mikołaj Potocki és Wespazjan Lanckoroński pedig négyheti fegyvernyugvást akart kérni Mehmedtől, erre azonban nem került sor. A kérés a vár többi parancsnokában, köztük Wołodyjowskiban visszatetszést váltott ki.
A következő napok heves tüzérségi párbaja során a törökök egyre magasabb állásokat emeltek, miközben még egy megadásra való felszólítást intéztek a várvédőkhöz. Ezt ismét visszautasították, de az idő nem a lengyeleknek dolgozott. Mivel az ostromlók a sziklafalba már megkezdték az aknalyukak kifúrását, az a haditerv született, hogy a védők lassan áttelepülnek az óvárba, amely egy keményebb és meredekebb sziklán állt. Az egyre magasabb töltésekről a török ágyúk már a várost lőtték, és egy lőporraktárat is sikerült felrobbantaniuk (ennek ellenére még mindig akadt elegendő lőpor a várban). Ezzel egyidőben a török támadást intézett, amit a lengyelek visszavertek, de a harcban csaknem teljesen kimerült a maroknyi katonaság. Az aknászok felrobbantották az újvár főkapuját és hat várfok is leomlott, ami még tovább nehezítette a védelmet. A lengyelek ezt megelőzően már megkezdték az átcsoportosítást az óvárba. Közben ismét felvetődött a megadás gondolata, mely újabb megütközést váltott ki a várparancsnokokban. Az óvár kapuját egy akna felrobbantotta, és az újvár is gyakorlatilag megsemmisült. A törökök vagy négy rohamot intéztek, de azokat a lengyelek a városi polgárok segítségével visszaverték, s Wołodyjowski parancsára a robbantások okozta törések befoldozásába kezdtek. Közben az egyre záporozó török golyók több helyen felgyújtották a várost. Ennek negatív hatása jól megmutatkozott a polgárok lelkiállapotán, mert már közülük is egyre többen követelték a megadást. De a törököknek is jelentős veszteségeik voltak. A lengyelek tűzereje is igen erősnek bizonyult, de az aknászok munkáját így sem tudták megzavarni. Augusztus 25-én Wołodykjowski kirohanást vezényelt az aknászok ellen, amely sikerrel járt: a munkát védő, jelentős túlerőben levő janicsárokat lekaszabolták és a munkások jó részét is megölték. Augusztus 26-án további rohamokat vertek még vissza a védők, de ugyanezen a napon Kamienec megadta magát. A generális és a püspök nem vállalta tovább az ellenállást, és megkötötték a budzsáki egyezményt, amelyben egész Podóliát a szultán uralma alá engedték. Wołodyjowski rövidesen meghalt egy robbanás következtében. Végül 1672. szeptember 2-án IV. Mehmed szultán zöld selyemruhába öltözött lovon lovagolt be Kamianecbe. Az Oszmán Birodalom három napig ünnepelte ezt a győzelmet.

## További események
Kamienec elestével nyitva volt az út a törökök előtt Ukrajnába, de a várat nagy veszteség árán szerezték meg, ezért csak az ország délnyugati részei kerültek közvetlen uralmuk alá. A többi Dorosenko vezetésével függőségbe került a román és erdélyi uralkodókhoz hasonlóan.
Sobieski látva a kudarcot, óriási erővel, több mint egy éven át a pártviszályok lecsendesítésén fáradozott. 1673 késő őszén a hetman a chocimi csatában legyőzte a törököket, és az elvett területeket szinte mind visszafoglalta. Kamienec ostromával nem próbálkozott, mert csekély létszámú serege nem rendelkezett megfelelő tüzérséggel, de 1676-ra a háborút a lengyelek megnyerték. Kamienecet viszont csak 1699-ben szerezték vissza.

## A szépirodalomban
- Henryk Sienkiewicz: A kislovag Magyar Elektronikus Könyvtár